# IC 2274
IC 2274 је тројна звијезда у сазвјежђу Рак која се налази на листи објеката дубоког неба у Индекс каталогу.
Деклинација објекта је + 18° 39' 56" а ректасцензија 8h 18m 14,2s.